# Ophrys lutea
Ophrys lutea là một loài thực vật có hoa trong họ Lan. Loài này được Cav. mô tả khoa học đầu tiên năm 1793.

## Hình ảnh

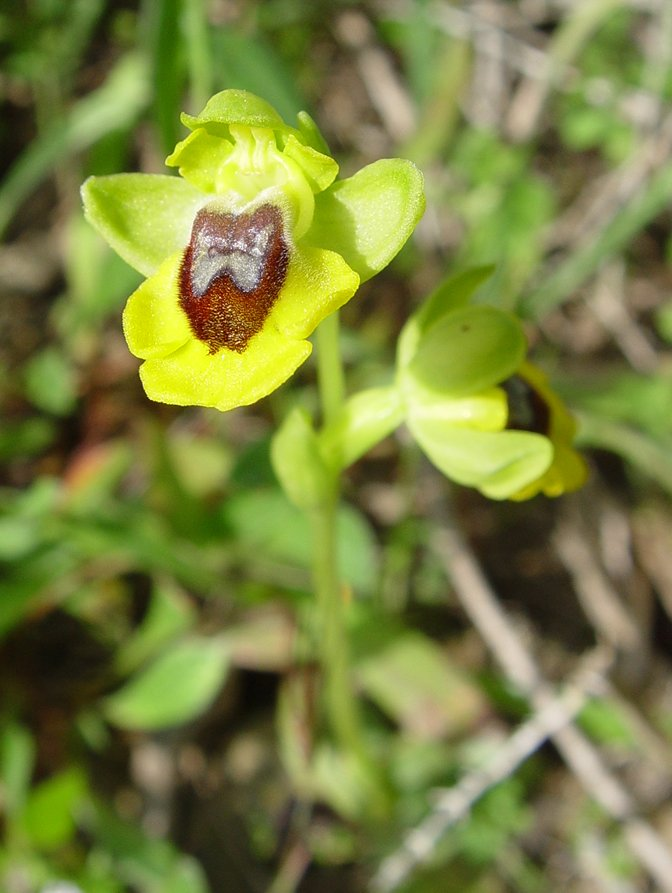
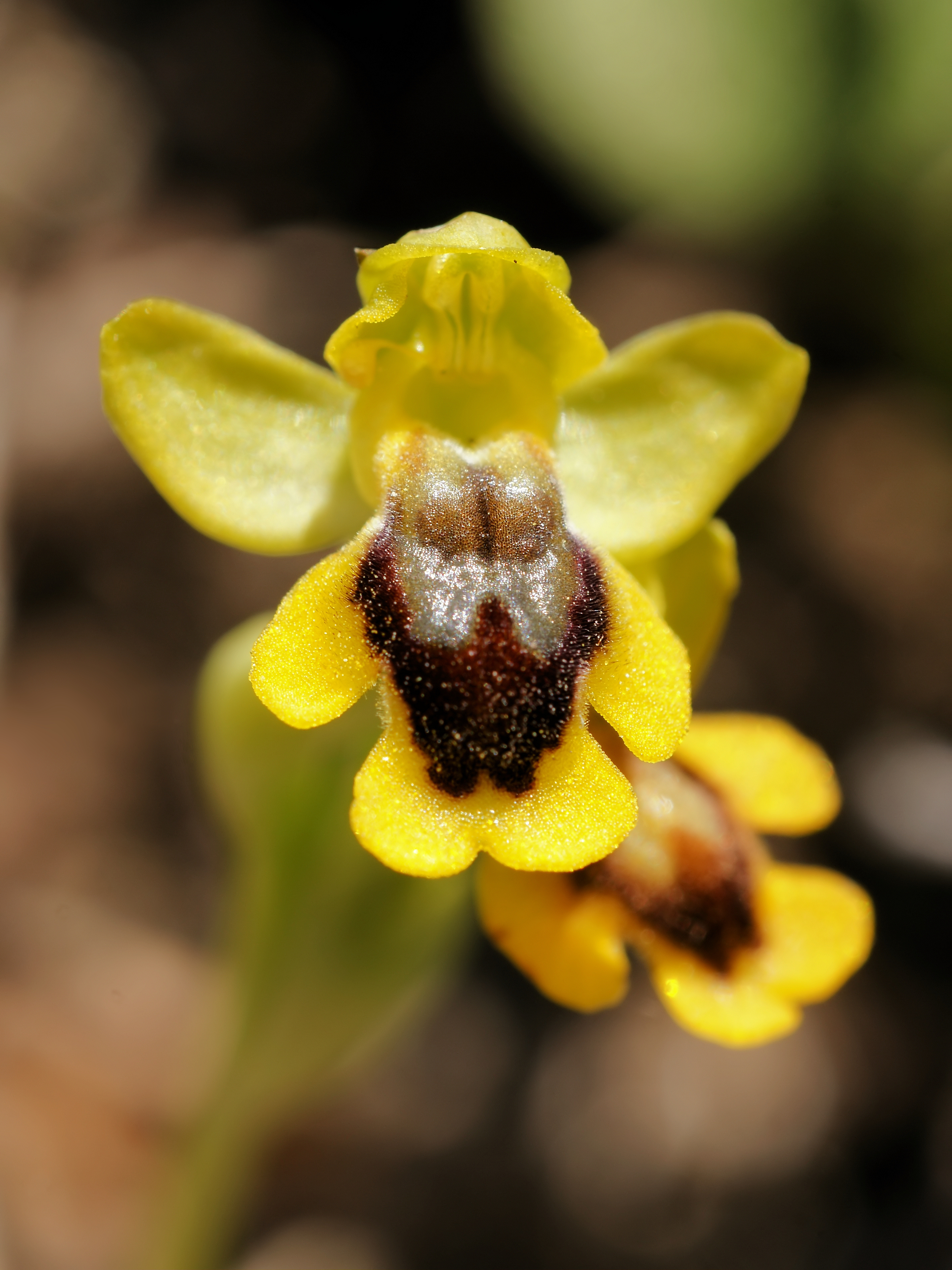
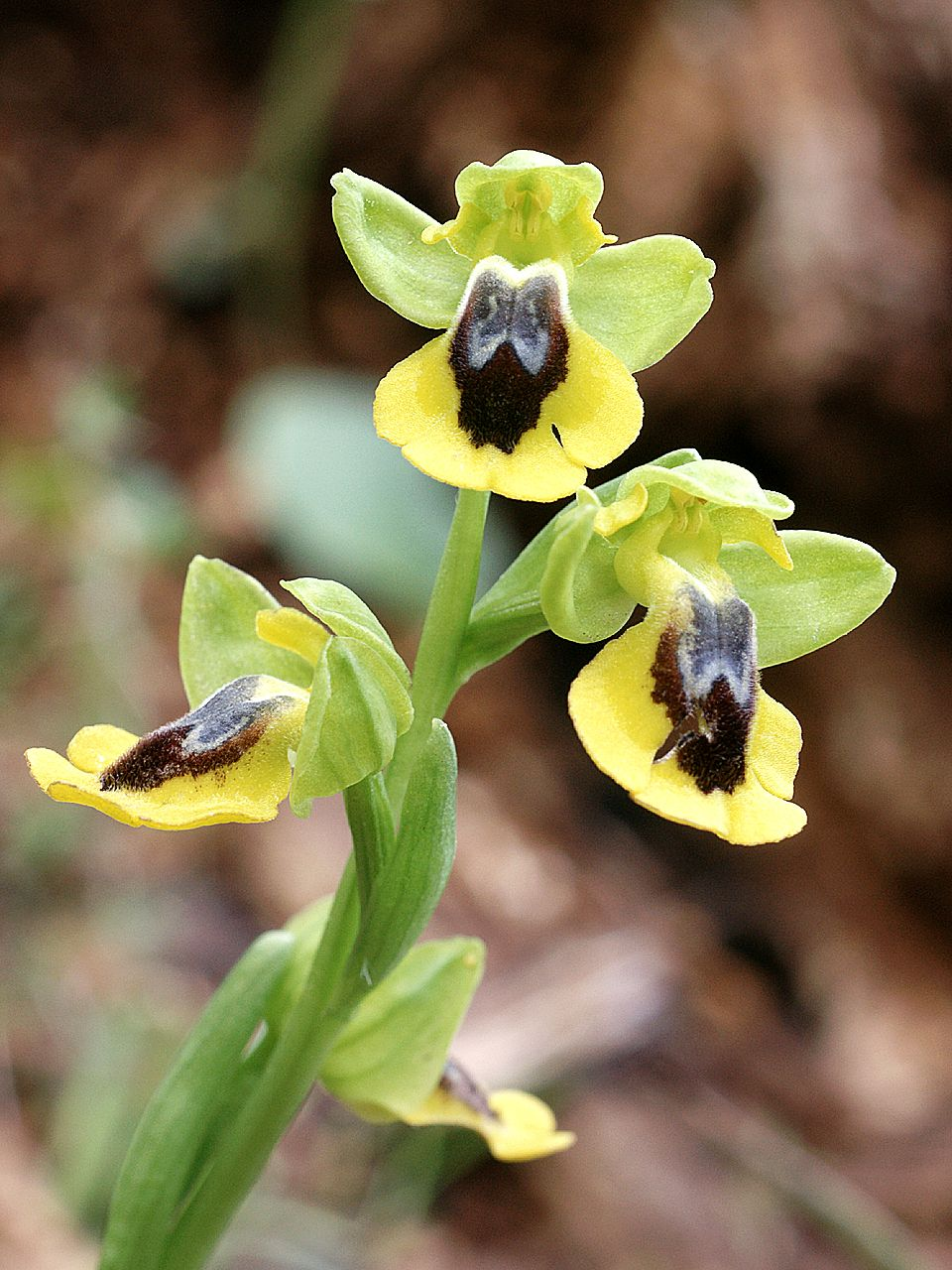
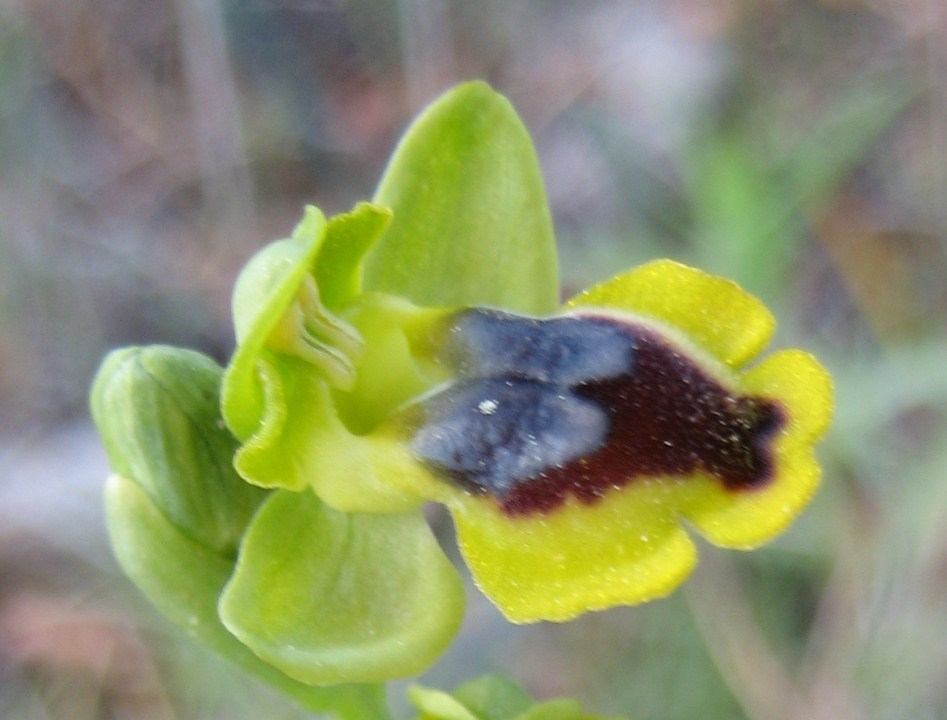